# Essewe
 (mai 2013).
Si vous disposez d'ouvrages ou d'articles de référence ou si vous connaissez des sites web de qualité traitant du thème abordé ici, merci de compléter l'article en donnant les références utiles à sa vérifiabilité et en les liant à la section « Notes et références ».
Musique des bantous sawa du Cameroun à base de chant et de percussions, l'essewe a été redécouvert par des artistes comme le Kamer all Stars ou Stella Mouna qui l’adapté en créant un groove mêlant makossa, reggae et afro-zouk.

## Sources
- L'essewe